# Vrgorac (Čapljina, BiH)
Vrgorac je bivše samostalno naselje s područja današnjeg Grada Čapljina, Federacija BiH, BiH.

## Povijest
Za vrijeme socijalističke BiH ovo je naselje pripojeno naselju Čapljina.